# Landkreis Breisgau-Hochschwarzwald
Landkreis Breisgau-Hochschwarzwald (dosł. powiat ziemski Bryzgowia-Wysoki Szwarcwald) – powiat w Niemczech, w kraju związkowym Badenia-Wirtembergia, w rejencji Fryburg, w regionie Südlicher Oberrhein. Stolicą powiatu jest miasto na prawach powiatu Fryburg Bryzgowijski, które do samego powiatu Breisgau-Hochschwarzwald jednak nie należy.
Wzdłuż 293 km granicy powiatowej Breisgau-Hochschwarzwald sąsiaduje z następującymi powiatami: Emmendingen na północnym zachodzie, Schwarzwald-Baar na północnym wschodzie, Waldshut na południowym wschodzie i Lörrach na południowym zachodzie. Miasto Fryburg Bryzgowijski leży mniej więcej pośrodku powiatu, bliżej jego zachodniej granicy. Ta granica to również granica państwowa z Francją i przebiega ona na całej swojej długości 42 km wzgłuż górnego biegu Renu.
Obecny obszar powiatu został ustalony podczas lokalnej reformy podziału administracyjnego i obowiązuje od 1 stycznia 1973 r.

## Podział administracyjny
W skład powiatu wchodzi:
- dziesięć gmin miejskich (Stadt)[1]
- czterdzieści (pozostałych) gmin (Gemeinde)[1]
- dziesięć wspólnot administracyjnych (Vereinbarte Verwaltungsgemeinschaft)[potrzebny przypis]
- siedem związków gmin (Gemeindeverwaltungsverband)[potrzebny przypis]

Miasta:
| Lp. | Nazwa miasta                | Ludność (30 czerwca 2022) | Powierzchnia km² |
| --- | --------------------------- | ------------------------- | ---------------- |
| 1   | Bad Krozingen               | 21 973                    | 35,66            |
| 2   | Breisach am Rhein           | 15 718                    | 54,58            |
| 3   | Heitersheim                 | 6504                      | 11,71            |
| 4   | Löffingen                   | 7733                      | 88,03            |
| 5   | Müllheim im Markgräflerland | 19 367                    | 57,91            |
| 6   | Neuenburg am Rhein          | 12 459                    | 44,12            |
| 7   | Staufen im Breisgau         | 8406                      | 23,26            |
| 8   | Sulzburg                    | 2779                      | 22,73            |
| 9   | Titisee-Neustadt            | 12 316                    | 89,66            |
| 10  | Vogtsburg im Kaiserstuhl    | 6225                      | 37,40            |

Gminy:
| Lp. | Nazwa gminy                 | Ludność (30 czerwca 2022) | Powierzchnia km² |
| --- | --------------------------- | ------------------------- | ---------------- |
| 1   | Au                          | 1503                      | 3,99             |
| 2   | Auggen                      | 2827                      | 14,15            |
| 3   | Badenweiler                 | 4585                      | 13,02            |
| 4   | Ballrechten-Dottingen       | 2424                      | 6,62             |
| 5   | Bollschweil                 | 2281                      | 16,42            |
| 6   | Bötzingen                   | 5410                      | 12,99            |
| 7   | Breitnau                    | 1760                      | 39,90            |
| 8   | Buchenbach                  | 3136                      | 38,99            |
| 9   | Buggingen                   | 4465                      | 15,32            |
| 10  | Ebringen                    | 2942                      | 8,18             |
| 11  | Ehrenkirchen                | 7696                      | 37,80            |
| 12  | Eichstetten am Kaiserstuhl  | 3691                      | 12,31            |
| 13  | Eisenbach (Hochschwarzwald) | 2187                      | 28,78            |
| 14  | Eschbach                    | 2540                      | 10,03            |
| 15  | Feldberg (Schwarzwald)      | 1886                      | 24,97            |
| 16  | Friedenweiler               | 2036                      | 27,08            |
| 17  | Glottertal                  | 3301                      | 30,76            |
| 18  | Gottenheim                  | 2984                      | 8,74             |
| 19  | Gundelfingen                | 11 953                    | 14,28            |
| 20  | Hartheim am Rhein           | 4942                      | 26,05            |
| 21  | Heuweiler                   | 1146                      | 4,03             |
| 22  | Hinterzarten                | 2695                      | 33,37            |
| 23  | Horben                      | 1199                      | 8,75             |
| 24  | Ihringen                    | 6264                      | 23,00            |
| 25  | Kirchzarten                 | 10 085                    | 21,14            |
| 26  | Lenzkirch                   | 5094                      | 57,90            |
| 27  | March                       | 9334                      | 17,78            |
| 28  | Merdingen                   | 2584                      | 14,39            |
| 29  | Merzhausen                  | 5264                      | 2,76             |
| 30  | Münstertal/Schwarzwald      | 5140                      | 67,73            |
| 31  | Oberried                    | 2895                      | 66,32            |
| 32  | Pfaffenweiler               | 2629                      | 3,61             |
| 33  | Schallstadt                 | 6437                      | 19,56            |
| 34  | Schluchsee                  | 2537                      | 69,44            |
| 35  | Sölden                      | 1293                      | 3,80             |
| 36  | St. Märgen                  | 1907                      | 33,33            |
| 37  | St. Peter                   | 2700                      | 35,93            |
| 38  | Stegen                      | 4561                      | 26,32            |
| 39  | Umkirch                     | 5880                      | 8,72             |
| 40  | Wittnau                     | 1520                      | 5,04             |

Wspólnoty administracyjne:
| Lp. | Nazwa wspólnoty administracyjnej | Ludność (31.12.2010) | Powierzchnia km² | Liczba gmin |
| --- | -------------------------------- | -------------------- | ---------------- | ----------- |
| 1   | Bad Krozingen                    | 21 708               | 61,71            | 2           |
| 2   | Breisach am Rhein                | 22 975               | 91,97            | 3           |
| 3   | Ehrenkirchen                     | 9551                 | 54,22            | 2           |
| 4   | Gundelfingen                     | 12 707               | 18,31            | 2           |
| 5   | Heitersheim                      | 10 737               | 28,36            | 3           |
| 6   | Hinterzarten                     | 4585                 | 73,26            | 2           |
| 7   | Löffingen                        | 9606                 | 115,11           | 2           |
| 8   | Schallstadt                      | 11 286               | 31,35            | 3           |
| 9   | Schluchsee                       | 4379                 | 94,21            | 2           |
| 10  | Titisee-Neustadt                 | 14 005               | 118,44           | 2           |

Związki gmin:
| Lp. | Nazwa związku gmin               | Ludność (31.12.2010) | Powierzchnia km² | Liczba gmin |
| --- | -------------------------------- | -------------------- | ---------------- | ----------- |
| 1   | Dreisamtal                       | 20 091               | 157,77           | 4           |
| 2   | Kaiserstuhl-Tuniberg             | 11 280               | 34,01            | 3           |
| 3   | March-Umkirch                    | 13 971               | 26,55            | 2           |
| 4   | Müllheim-Badenweiler             | 31 399               | 123,13           | 5           |
| 5   | St. Peter                        | 7457                 | 100,06           | 3           |
| 6   | Staufen-Münstertal               | 12 783               | 90,99            | 2           |
| 7   | Verwaltungsgemeinschaft Hexental | 10 005               | 24,34            | 5           |